# NGC 1765
NGC 1765 ist eine linsenförmige Galaxie vom Hubble-Typ SB0 im Sternbild Schwertfisch am Südsternhimmel. Sie ist schätzungsweise 387 Millionen Lichtjahre von der Milchstraße entfernt.
Das Objekt wurde am 26. Dezember 1834 von John Herschel entdeckt.